# Ellösefjorden
Ellösefjorden är en öppen fjord i Orusts kommun. Den har många öar och ligger söder om Gullmarn. I norr avgränsas den av Skaftölandet och i söder av Orust. I väster ligger Härmanö och i öster Malö, med Malö strömmar, och Snäckedjupet på var sida. 